# Entrada do Império Otomano na Primeira Guerra Mundial
O Império Otomano entra na Primeira Guerra Mundial quando dois navios recém-adquiridos de sua marinha, ainda tripulados por marinheiros alemães e comandados por seu almirante alemão, realizaram o Ataque do Mar Negro, um ataque surpresa contra portos russos, em 29 de outubro de 1914. A Rússia respondeu declarando guerra em 1.º de novembro de 1914 e os aliados da Rússia, Grã-Bretanha e França, declararam guerra ao Império Otomano em 5 de novembro de 1914. As razões para a ação otomana não ficaram imediatamente claras. O governo otomano havia declarado neutralidade na guerra recentemente iniciada, e as negociações com ambos os lados estavam em andamento.
Essa decisão acabaria levando à morte de centenas de milhares de cidadãos otomanos, ao genocídio armênio, à dissolução do império e à abolição do califado islâmico.